# Tigres de la Universidad Autónoma de Nuevo León (femminile)
Il Tigres de la Universidad Autónoma de Nuevo León, meglio noto come Tigres UANL o Tigres de la UANL, è una squadra di calcio femminile messicana, sezione dell'omonimo club con sede a San Nicolás de los Garza. Milita nella Liga MX Femenil, la massima serie del campionato messicano di categoria.
Fondata il 5 dicembre 2016, è la squadra ufficiale dell'Università autonoma del Nuevo León (UANL) e ha il supporto e la gestione amministrativa della Sinergia Deportiva (società controllata dalla CEMEX). Gioca le partite casalinghe allo stadio Universitario, impianto da 41 886 spettatori che condivide con la squadra maschile.
Al 2023 è la squadra di calcio femminile più titolata del campionato messicano con sei titoli nazionali, ai quali si aggiungono i due Campeón de Campeones femminili.

## Palmarès

### Competizioni nazionali
- Campionato messicano: 6

Clausura 2018, Clausura 2019, Guardianes 2020, Guardianes 2021, Apertura 2022, Apertura 2023
- Campeón de Campeones femminile: 2

2021, 2023

## Organico

### Rosa 2023-2024
Rosa, ruoli e numeri di maglia come da sito ufficiale.
| N. |                     | Ruolo | Calciatore                    |
| -- | ------------------- | ----- | ----------------------------- |
| 1  | Messico (bandiera)  | P     | Cecilia Santiago              |
| 2  | Giamaica (bandiera) | D     | Konya Plummer                 |
| 3  | Messico (bandiera)  | D     | Bianca Sierra                 |
| 4  | Messico (bandiera)  | D     | Greta Espinoza                |
| 5  | Messico (bandiera)  | A     | Fernanda Elizondo             |
| 6  | Messico (bandiera)  | C     | Nancy Antonio                 |
| 7  | Messico (bandiera)  | C     | Liliana Mercado (capitano)    |
| 8  | Messico (bandiera)  | C     | Alexia Delgado                |
| 9  | Messico (bandiera)  | A     | Stephany Mayor                |
| 10 | Svezia (bandiera)   | A     | Evelyn Ijeh                   |
| 11 | Messico (bandiera)  | C     | Nayeli Rangel (vice-capitano) |
| 13 | Messico (bandiera)  | P     | Mariángela Medina             |
| 14 | Messico (bandiera)  | C     | Lizbeth Ovalle                |
| 15 | Messico (bandiera)  | D     | Cristina Ferral               |
| 17 | Messico (bandiera)  | D     | Natalia Villarreal            |
| 18 | Messico (bandiera)  | C     | Belén Cruz                    |

| N. |                      | Ruolo | Calciatore        |
| -- | -------------------- | ----- | ----------------- |
| 19 | Messico (bandiera)   | A     | Alexia Villanueva |
| 20 | Messico (bandiera)   | P     | Ofelia Solís      |
| 22 | Messico (bandiera)   | C     | Anika Rodríguez   |
| 23 | Messico (bandiera)   | C     | Jana Gutiérrez    |
| 24 | Messico (bandiera)   | C     | Maricarmen Reyes  |
| 25 | Messico (bandiera)   | C     | Joseline Montoya  |
| 27 | Messico (bandiera)   | D     | Athalie Palomo    |
| 30 | Messico (bandiera)   | C     | Lizeth Contreras  |
| 53 | Messico (bandiera)   | A     | Sofía Jiménez     |
| 56 | Messico (bandiera)   | D     | Natalia Muñoz     |
| 57 | Messico (bandiera)   | D     | Angelica Murillo  |
| 61 | Messico (bandiera)   | A     | Deiry Ramírez     |
| 66 | Messico (bandiera)   | C     | Ana Velazquez     |
|    | Messico (bandiera)   | A     | Alison González   |
|    | Spagna (bandiera)    | A     | Jennifer Hermoso  |
|    | Sudafrica (bandiera) | A     | Thembi Kgatlana   |